# Eunuque
 (janvier 2022).
Si vous disposez d'ouvrages ou d'articles de référence ou si vous connaissez des sites web de qualité traitant du thème abordé ici, merci de compléter l'article en donnant les références utiles à sa vérifiabilité et en les liant à la section « Notes et références ».

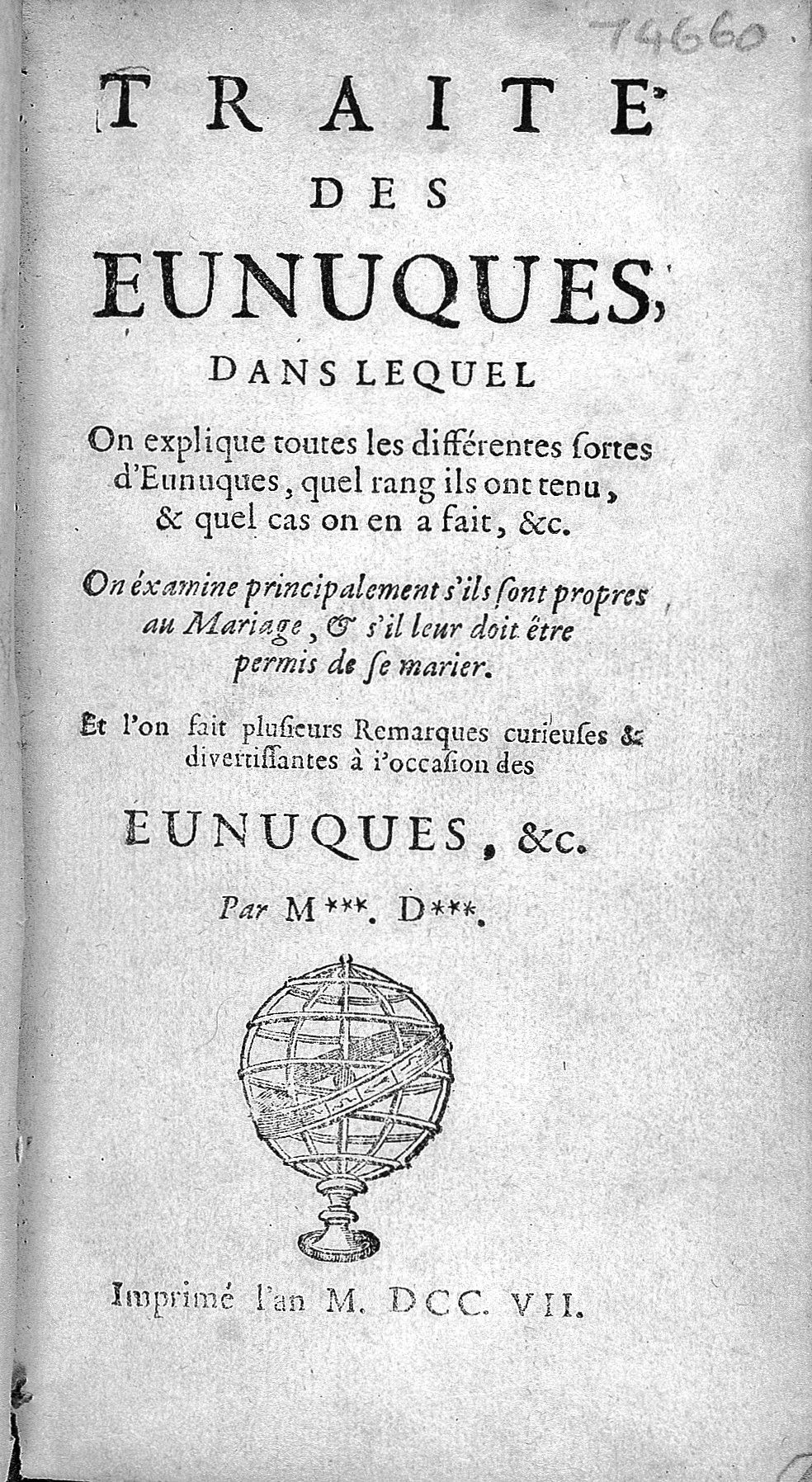
Traité des Eunuques, 1707.

Un eunuque est un homme castré. La castration se limite généralement à l'ablation des testicules (orchidectomie), mais il arrive qu'elle concerne également le pénis, alors connue sous le nom de pénectomie (souvent avec un tube inséré pour garder ouvert l'urètre).
Le mot vient du grec ancien : εὐνή / eunḗ (« lit ») et ἔχω / ékhō (« garder »), soit « gardien du lit » (en latin cubicularius). Cela atteste le rôle traditionnel de l'eunuque comme gardien du harem.

## Histoire

### Chine et Extrême-Orient
Dans la Chine ancienne, la castration était à la fois une punition traditionnelle (jusqu'à la dynastie Sui) et un moyen d'obtenir un emploi dans le service impérial. À la fin de la dynastie Ming, il y avait 70 000 eunuques (宦官 huàn'guān, ou 太監 tàijiān) dans la Cité interdite. La valeur d'un tel poste était importante puisque devenir eunuque permettait d'obtenir un pouvoir immense, qui dépassait parfois celui du premier ministre. Cependant, la castration par elle-même fut finalement interdite. Le nombre d'eunuques n'était plus estimé qu'à 470 lorsque la fonction fut abolie en 1912. La justification de cette obligation pour les fonctionnaires de haut rang était que puisqu'ils ne pouvaient procréer, ils ne seraient pas tentés de prendre le pouvoir pour fonder une dynastie.
À certaines périodes, un système similaire a existé comme au Viêt Nam, en Inde et en Corée.

### Europe et Moyen-Orient

#### Mésopotamie antique
Sous le règne de Tiglath-Phalazar III, fondateur de l'Empire assyrien au VIIIe siècle av. J.-C., le commandement de l'armée fut confié à des eunuques.

#### Occident antique
La pratique de la castration était également installée en Europe dès l'Antiquité chez les Grecs et les Romains. Aux périodes les plus anciennes, elle a surtout concerné le domaine religieux. Ceux qui vénéraient la déesse Cybèle par exemple pratiquaient des rituels d'auto-castration (sanguinaria).

#### Judaïsme
La Bible hébraïque (Tanakh) évoque à plusieurs reprises le mot hébreu sârîs (סריס) dont une racine a le sens de « castrer », couramment traduit par « eunuque », mot qui peut aussi désigner celui qui n'a pas de descendance, un étranger (נכר), un serviteur (ebed) ou un chambellan (cariyc), un haut fonctionnaire du pouvoir,, comme « Ebed-Mélec (trad. « roi-serviteur »), l'Ethiopien, eunuque attaché à la maison du roi » (Jérémie 38:7). Dans le Livre d'Esther, l'eunuque (sârîs) Hagui est le gardien du harem du roi perse Assuérius (Xerxès Ier) et plusieurs autres (Shaashgaz, Hathac) gravitent autour de lui.

La loi mosaïque fustigeant la pratique courante de la castration des peuples alentour, l'interdit formellement, chez l'animal comme chez l'homme (ainsi que la stérilisation de la femme) et incitant plutôt au mariage et à la procréation,,, considère a priori que les eunuques en tant qu'hommes castrés seraient indignes de participer à l'assemblée d'Israël (Deutéronome 23:1-2) mais sous la royauté juive, cette institution fait face à une réalité et accueille l'eunuque dans la communauté (Jérémie 29:2-5 et Isaïe 56:3-5), : 
« Que l'eunuque qui s'attache à l'Eternel ne dise pas : "Hélas ! Je ne suis qu'un arbre desséché !" Car ainsi s'exprime l'Eternel : "Aux eunuques qui observent Mes sabbats, qui se complaisent à ce que J'aime, qui s'attachent à Mon alliance, à eux, J'accorderai, dans Ma maison et dans Mes murs, un monument, un titre qui vaudra mieux que des fils et des filles ; Je leur accorderai un nom éternel, qui ne périra point. » 

#### Christianisme

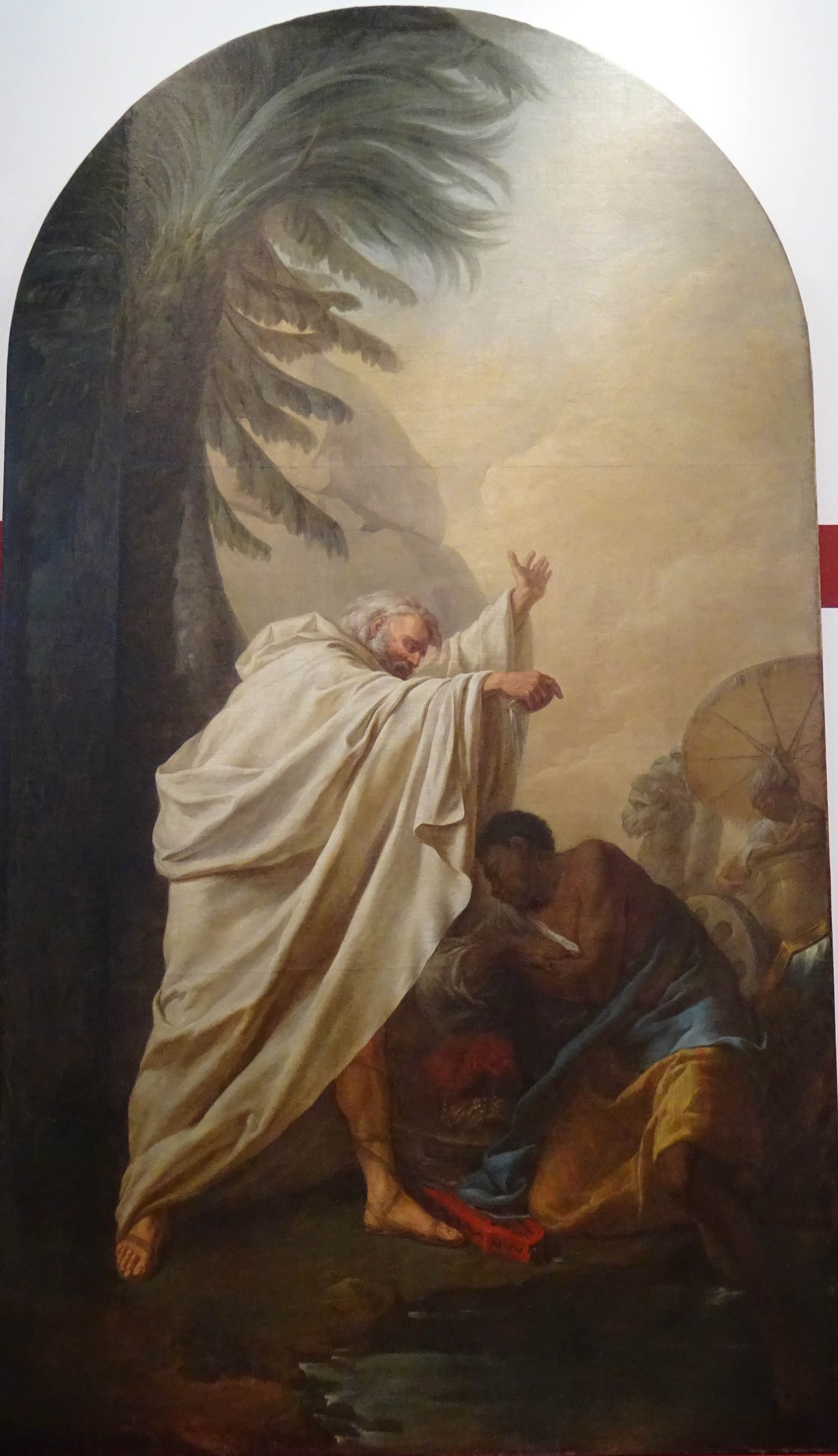
Le Diacre Philippe baptisant l'eunuque, J.-F.-F. Godefroy de Veaux, v. 1780.

Dans le Nouveau Testament (Matthieu 19:12), il est fait allusion aux différents types d'eunuques : 
« Car il y a des eunuques qui le sont dès le ventre de leur mère ; il y en a qui le sont devenus par les hommes ; et il y en a qui se sont rendus tels eux-mêmes, à cause du royaume des cieux. Que celui qui peut comprendre comprenne. » 
L'expression « eux-mêmes, à cause du royaume des cieux » est souvent interprétée par l'adoption de la chasteté par le célibat et non pas celle de la castration physique.
Dans Actes 8:27 à 8:39, il est raconté que le diacre Philippe baptise l'eunuque éthiopien, trésorier de la reine Candace d'Éthiopie, rentrant par la route de Jérusalem dans son pays.
Dans Isaïe 56:3, l'impossibilité pour l'eunuque d'avoir une descendance ne doit pas se transformer en plainte mais doit être considérée comme une bénédiction : « Que l'étranger qui s'attache à l'Éternel ne dise pas : L'Éternel me séparera de son peuple ! Et que l'eunuque ne dise pas : Voici, je suis un arbre sec ! Car ainsi parle l’Éternel: Aux eunuques qui garderont mes sabbats, Qui choisiront ce qui m'est agréable, Et qui persévéreront dans mon alliance, Je donnerai dans ma maison et dans mes murs une place et un nom Préférables à des fils et à des filles; Je leur donnerai un nom éternel, Qui ne périra pas. »
Dans le Livre des Rois, il est fait mention d'un eunuque nommé Nethan Mélec à 23:11 « Il fit disparaître de l'entrée de la maison de l'Éternel les chevaux que les rois de Juda avaient consacrés au soleil, près de la chambre de l'eunuque Nethan Mélec, qui demeurait dans le faubourg ; et il brûla au feu les chars du soleil. » et à 25:19 « Et dans la ville il prit un eunuque qui avait sous son commandement les gens de guerre, cinq hommes qui faisaient partie des conseillers du roi et qui furent trouvés dans la ville, le secrétaire du chef de l'armée qui était chargé d'enrôler le peuple du pays, et soixante hommes du peuple du pays qui se trouvèrent dans la ville. »
Le Livre de la Sagesse 3:14 dit : « Heureux encore l'eunuque qui de sa main n'a pas fait l'iniquité et qui n'a pas conçu de pensées criminelles contre le Seigneur! Il recevra une récompense de choix pour sa fidélité, et il aura dans le temple du Seigneur le sort le plus désirable. »

##### France

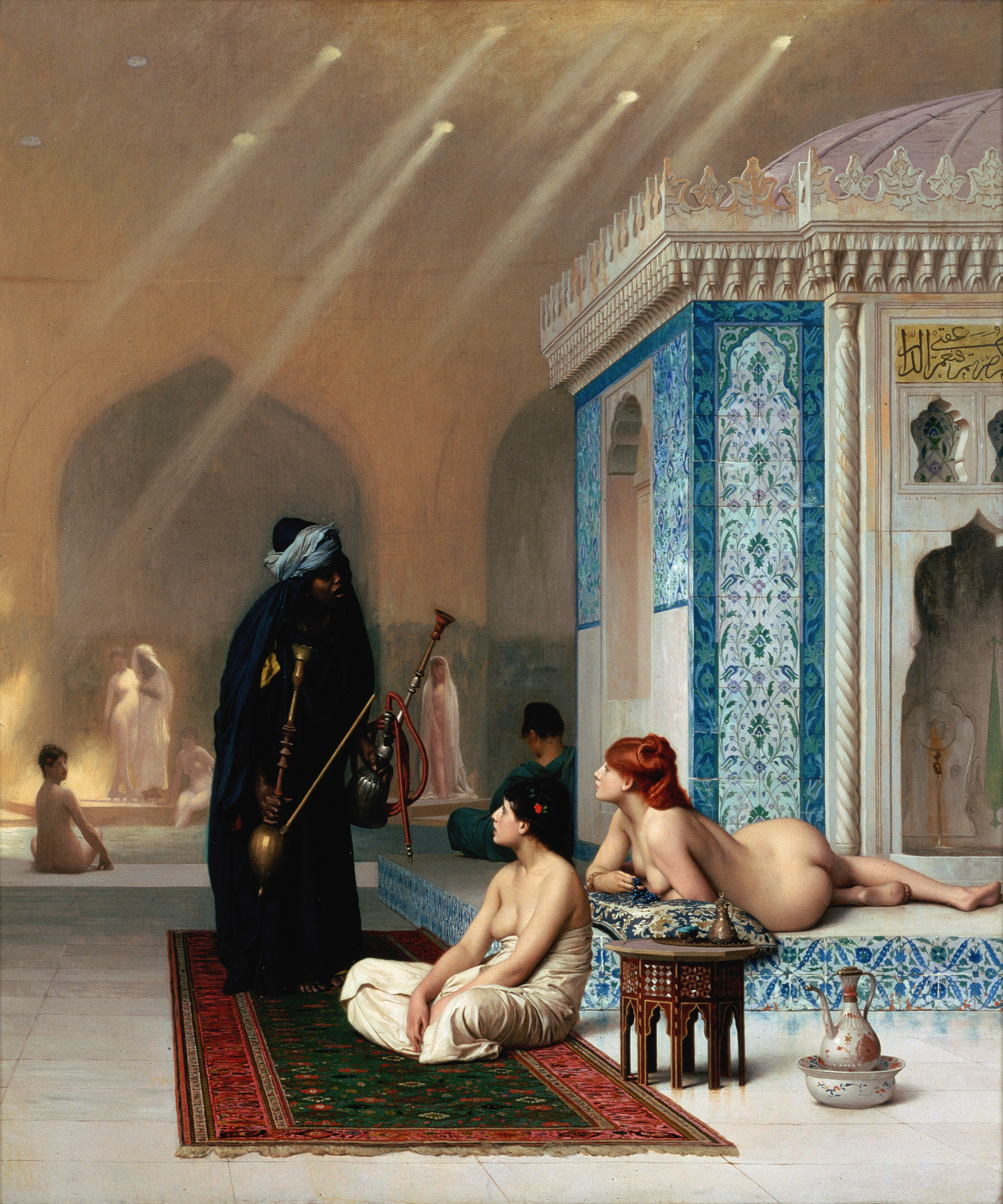
Eunuque gardien de harem.

En France médiévale, celui qui se rend coupable d'homosexualité ou de bestialité est castré dans le meilleur des cas, il est transformé en eunuque par l'ablation de ses testicules, comme le montre cette illustration d'une « coutume de Toulouse » au XIIIe siècle.

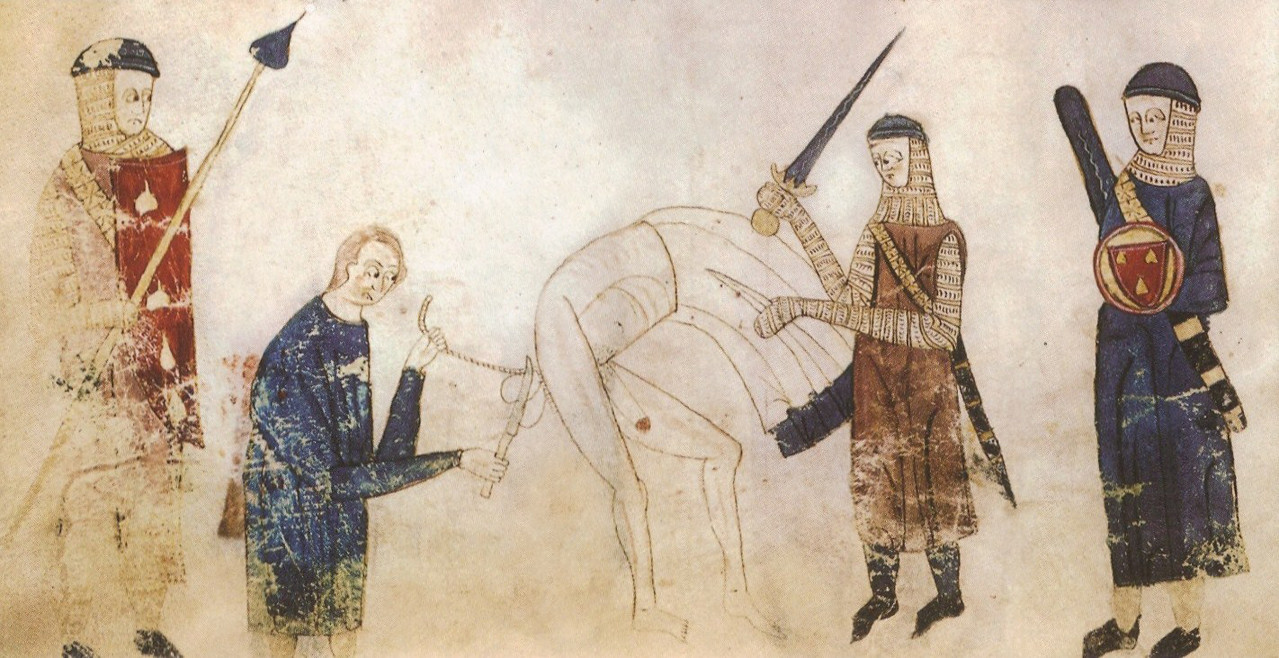
Castration pour homosexualité ou bestialité, France, 1296.

#### Empire byzantin

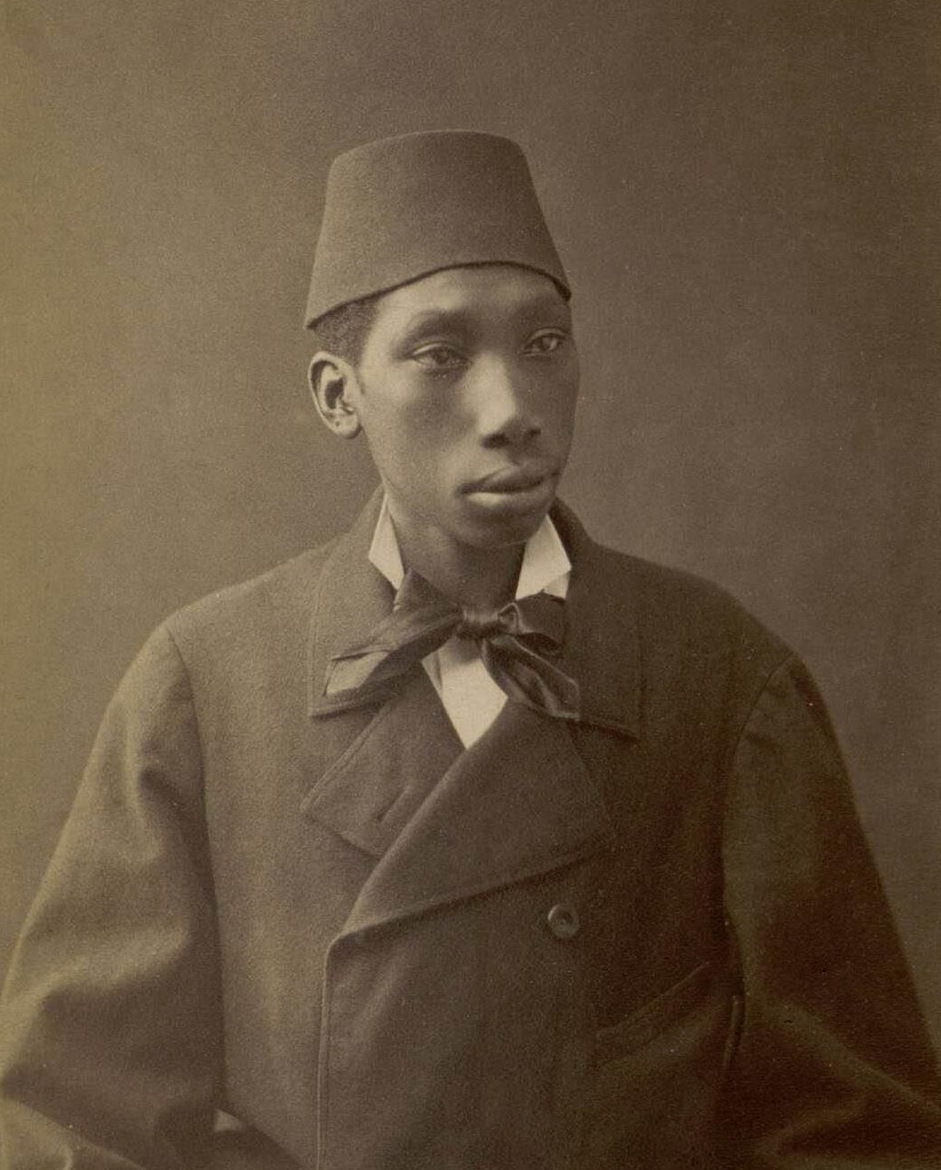
Eunuque du sultan ottoman, 1870.

Concernant l'Empire byzantin, les eunuques sont attestés à l'époque proto-byzantine mais ne jouent un rôle politique majeur qu'à partir du développement du cubiculum impérial. On les retrouve essentiellement à Constantinople, notamment au palais impérial, mais on en retrouve en province dans des cubicula des grands personnages imitant l'empereur. Le recrutement est longtemps venu des pays étrangers mais s'est modifié à partir du VIIe siècle avec un recrutement axé en Asie Mineure et en Paphlagonie. Les eunuques étaient issus de toutes les couches sociales sans distinction, et aucune charge n'était fermée aux eunuques à part celle d'empereur. Certains devinrent patriarches, commandant d'armées ou directeur des services fiscaux.

#### Empire ottoman
Dans l'Empire ottoman et les autres terres musulmanes, des eunuques (appelés hadım en turc) étaient affectés à la garde et à l'administration des harems ou sérails, c'est-à-dire de l'habitation privée dans lesquelles les épouses et concubines d'un homme important étaient logées et tenues à l'écart du monde. Un homme non châtré autre que le maître de maison n'aurait pas pu être admis dans une telle enceinte de peur qu'il n'entretienne une liaison avec une des épouses. On pensait que la castration ôtait les désirs sexuels et la possibilité de coït. Si l'on en croit Voltaire, c'était loin d'être toujours le cas puisqu'il nous dit dans le Dictionnaire philosophique à l'article « Joseph » : 

« Le kisler-aga, eunuque parfait, à qui on a tout coupé, a aujourd’hui un sérail à Constantinople : on lui a laissé ses yeux et ses mains, et la nature n'a point perdu ses droits dans son cœur. Les autres eunuques, à qui on n'a coupé que les deux accompagnements de l'organe de la génération, emploient encore souvent cet organe. » 

On trouve des descriptions similaires dans les Lettres persanes de Montesquieu.

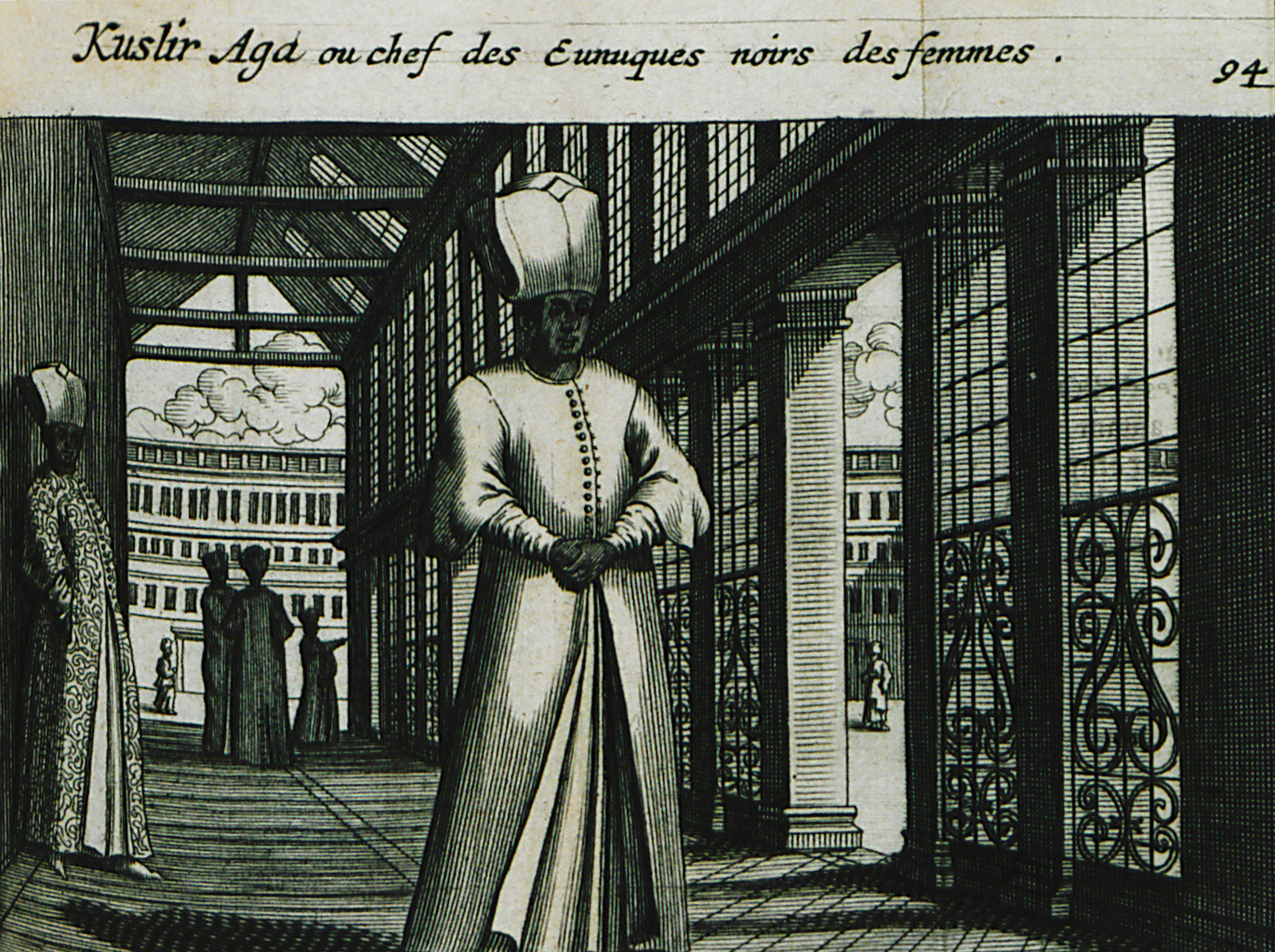
Kuslir Aga, chef des Eunuques noirs, 1670.
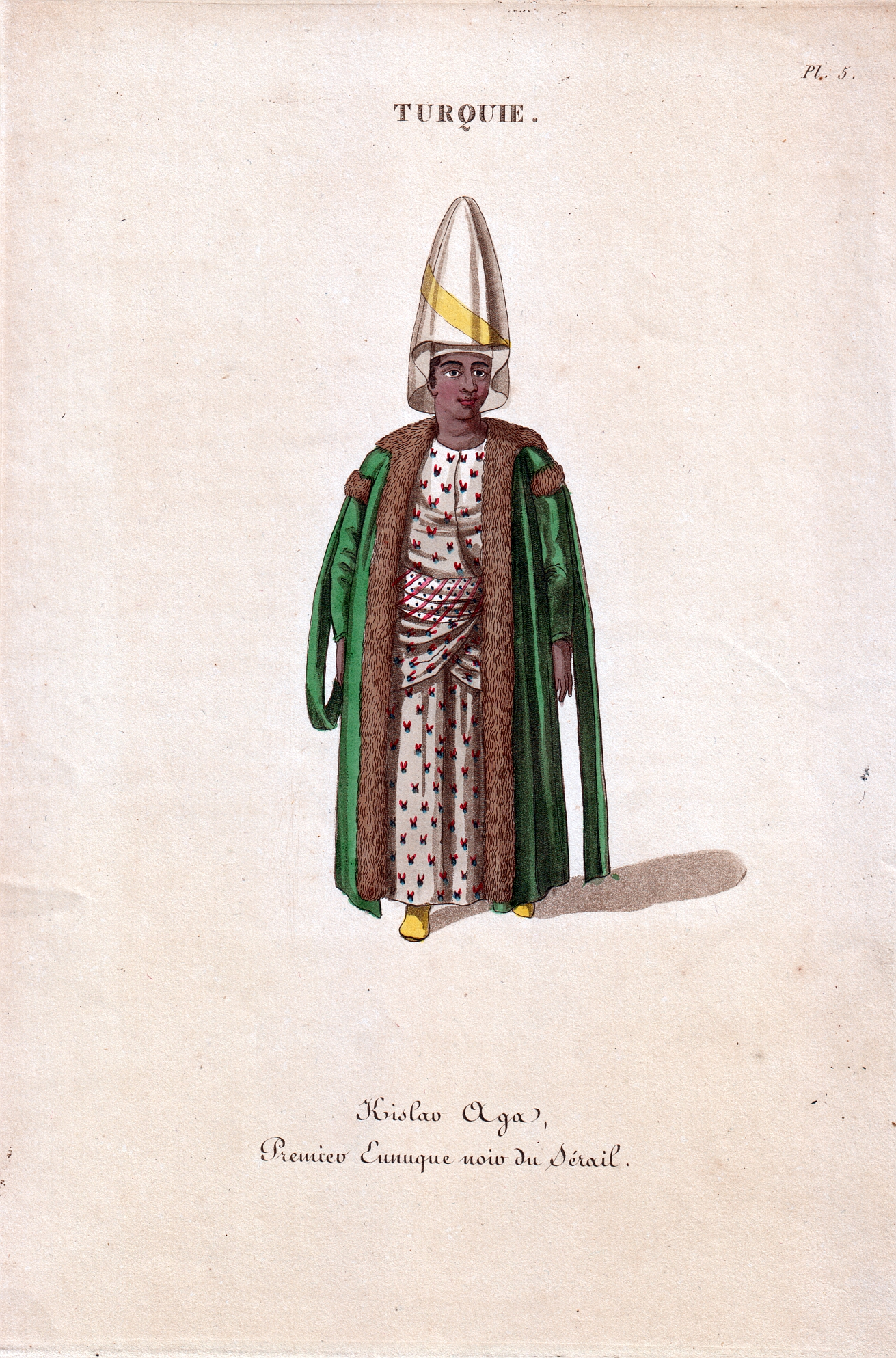
Kissar Aga, Premier eunuque noir du sérail turc, XVIIIe s.
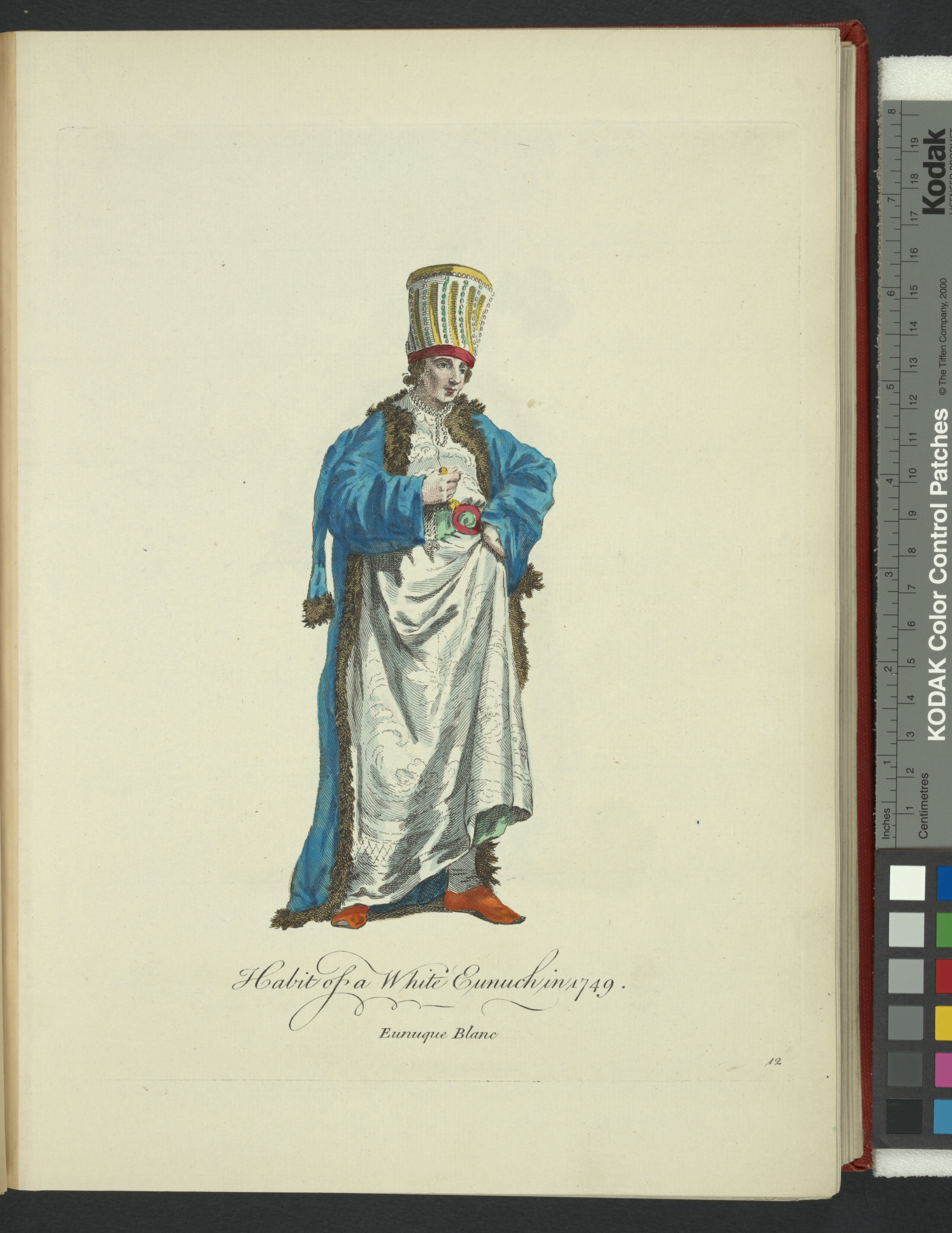
Costume d'eunuque blanc, 1749.
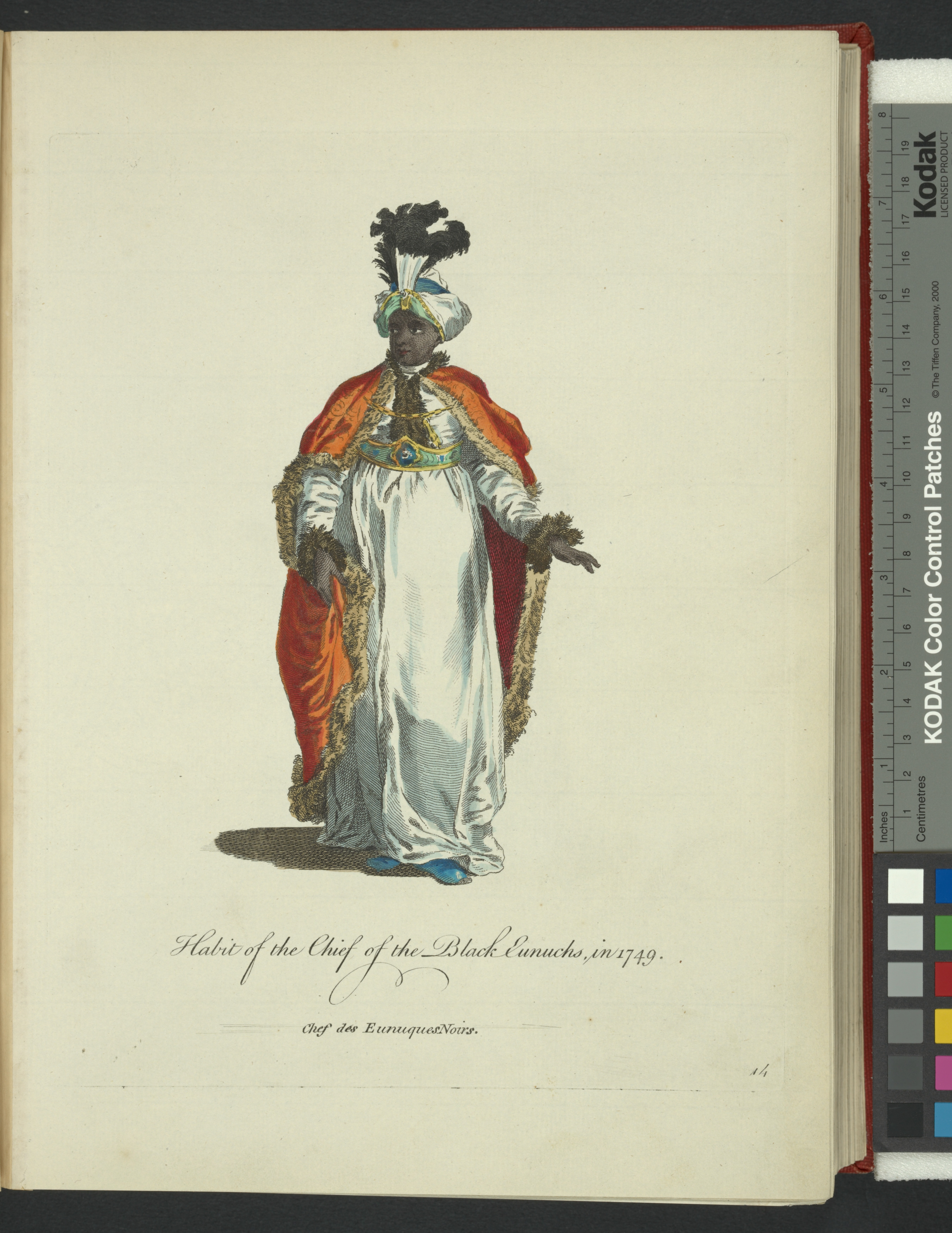
Costume du chef des Eunuques noirs, 1749.

### Perpétuation en Occident

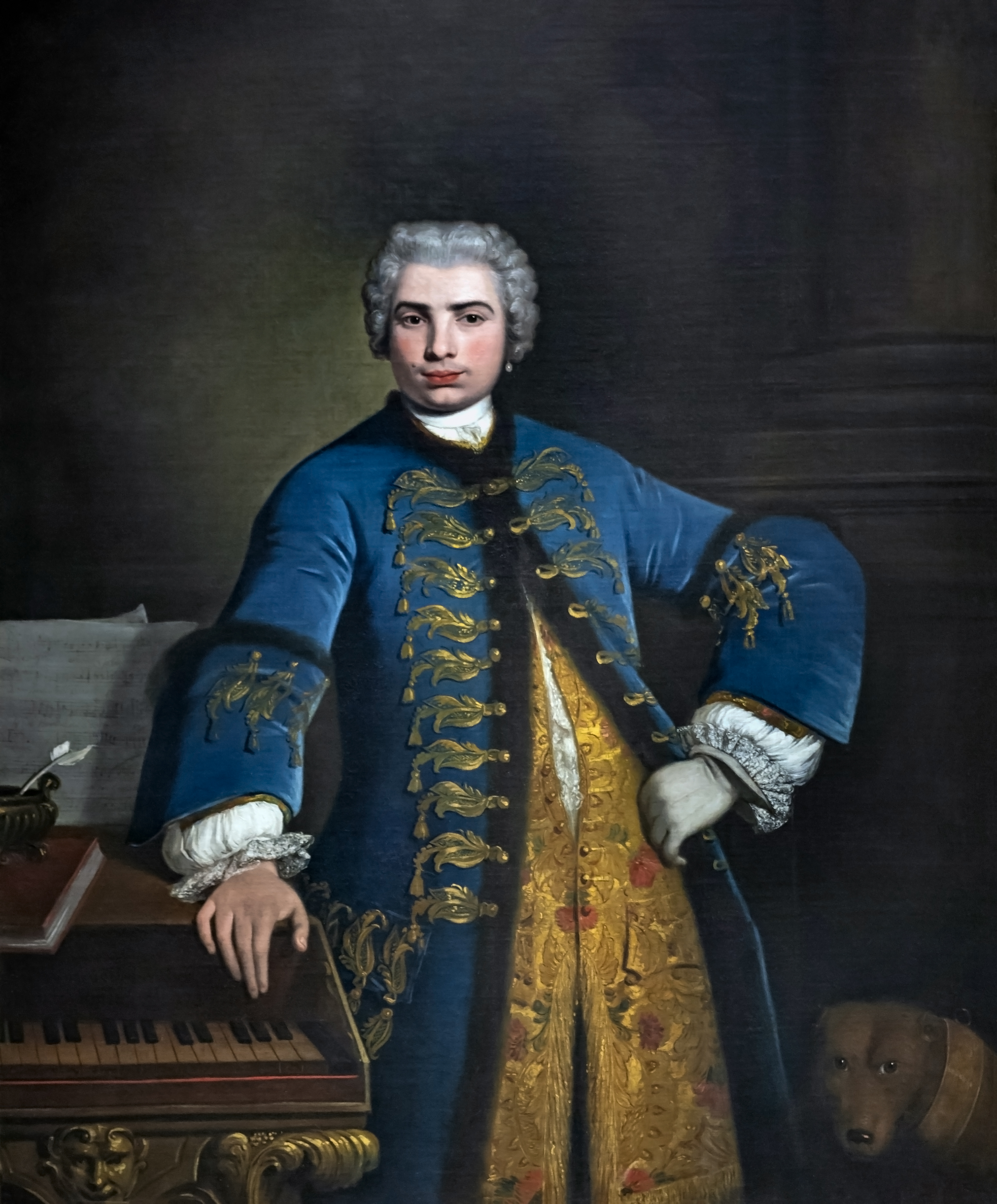
Farinelli (1705-1782), le plus célèbre des castrats.

À l'époque chrétienne, la pratique se perpétua en Occident. Comme les femmes n'étaient pas autorisées à chanter dans les églises, leur place était prise par les castrats. La pratique demeura populaire jusqu'au XVIIIe siècle et en partie au XIXe siècle. Le castrat italien Alessandro Moreschi, duquel il existe un enregistrement, ne mourut qu'au début du XXe siècle.
La secte russe du XVIIIe siècle, les skoptzy (скопцы) sont un exemple de culte de la castration, ses membres voyant cela comme une voie pour renoncer aux péchés de la chair. Au XXe siècle, plusieurs membres du culte de la Heavens Gate ont également été trouvés castrés, apparemment volontairement, pour les mêmes raisons.

### Les eunuquesdès le ventre de leur mère?
Dans Matthieu 19:12, Jésus évoque ce type d'eunuques « dès le ventre de leur mère » par opposition à ceux « rendus tels par les hommes » et ceux qui « se font eunuques pour le Royaume des Cieux »,. 
Dans ce contexte — étant donné qu'il est communément admis que le troisième exemple concerne non pas des personnes émasculées, mais faisant vœu de chasteté, notamment la secte des esséniens à l'époque, et que ces trois catégories semblent être celles qui justifient qu'on renonce au mariage — certains ont postulé qu'eunuques "dès le ventre de leur mère" désignait, non forcement des infirmes, mais des personnes impuissantes ou non portées sur les femmes, donc notamment des homosexuels.
Appuyé par le fait que le terme eunuque désignait à l'époque romaine (tardive, du moins) à la fois les personnes castrées, mais aussi celles impuissantes, incapable de procréer de façon générale sans qu'il ne soit précisé exactement les raisons. Par exemple, dans le Digeste (ou Pandectes) créé par Justinien, qui correspond à une modernisation de toute la législation antique ainsi qu’à une synthèse de la jurisprudence antique au VIe siècle, le terme "eunuque" (Spado) y est défini comme tel : "Le terme 'spadonum' est une appellation générale : sous ce terme sont aussi ceux qui sont impuissants par nature, ainsi que ceux qui ont été châtrés (Ihlibiœ ou thlasire), et même si un autre genre d'impuissant existe, il est inclus". La différence entre eunuques non-castrés et castrats étant bien établie pour ce qui est du droit au mariage,, ou à avoir (adopter) des enfants et héritiers, tous interdits à ce dernier. Cependant, la différence n'étant pas explicitée, ce peut être, avant tout, une question de présence ou non de la verge ou d'avancement de la puberté, comme pour les castrats modernes, la castration pouvant être accidentelle et est notamment précisée pour les jeunes garçons. 
Qui plus est, d'après certains chercheurs, dans la société byzantine tardive (de 600 à 1100) dans laquelle importait plus la capacité de reproduction que les attributs physiques les eunuques deviennent une classe à part, que certains chercheurs associent à une sorte de "3e genre" sans pour autant être un "3e sexe", au point où certains curés et nonnes non castrés ont pu profiter de ce statut.
Cependant, l'association entre gays et eunuques semble plutôt être une analogie établie par la littérature pro-homosexuelle américaine. 
En Inde, une étude récente[Laquelle ?] des « eunuques » relève que seulement 8 % étaient vraiment castrés, et moins d'1 % étaient intersexes. La plupart des eunuques indiens étudiés étaient des homosexuels efféminés ou des travestis transgenres, ce qui pousse plusieurs historiens à se demander si une telle réalité n'existait pas aussi dans d'autres cultures « eunuques ».

## Spiritualité chrétienne
Dans l'évangile selon Matthieu, on trouve cette parole de Jésus-Christ : « Certains se font eunuques pour le Royaume des Cieux ». (Mt 19,12). Cette parole a été interprétée de manière différente selon les traditions chrétiennes. La plus commune, dans l'orthodoxie et le catholicisme, est d'y voir un appel à la continence volontaire de la part de Jésus afin de se consacrer totalement à la prière et l'évangélisation. Cela se traduit concrètement par un engagement monastique.
Origène est connu pour avoir interprété cette parole à la lettre. Ce geste fut reproché au théologien, qui le regretta plus tard et estimait que l'incapacité de copuler physiquement ne lui permettait pas pour autant d'être chaste au niveau du cœur comme le Christ le demande (« Moi je vous dis que celui qui regarde une femme avec envie a déjà commis l'adultère avec elle en son cœur. » Matthieu 5,28).

## Identité de genre et communauté contemporaines
L'Eunuch Archive dit des eunuques qu'ils constituent un troisième genre au-delà de la binarité femme-homme, le plus ancien aujourd'hui qui est connu. Ainsi, la plupart des hommes désirant être eunuques ne veulent pas changer leur sexe d'homme à femme mais se considèrent comme d'un « genre neutre ». Bien que cette identité de genre ne soit pas reconnue comme telle par le DSM-5, des personnes s'en revendiquent et s'organisent autour depuis au moins le milieu des années 1990. À travers leurs échanges en ligne, notamment via l'Eunuch Archive, elles se renseignent les unes les autres quant aux moyens de se faire castrer et discutent de ce que représente pour elles le fait d'être eunuque. Aux États-Unis, elles se retrouvent également lors de rencontres annuelles, en particulier à Minneapolis.
Chez les hommes qui souhaitent se faire castrer et devenir eunuques ou ceux qui le sont déjà, la principale raison évoquée est celle d'atteindre un état qui les libérerait des pulsions sexuelles. D'après les informations recueillies à ce jour, trois facteurs encourageant le désir de castration sont identifiés : la violence faite aux enfants (y compris les menaces de castration de l'enfant par les parents), l'exposition à la castration d'animaux au cours de l' enfance et l'abstinence sexuelle dans une démarche religieuse.
Les actes d'autocastration restent extrêmement rares et surviennent la plupart du temps sur un terrain psychotique ou secondairement à la suite d'un abus de drogue ou d'alcool. Ils sont potentiellement graves par les complications sexuelles et urinaires qu'ils peuvent entraîner. La première description scientifique d'une autocastration a été faite en 1901, mais les cas publiés postérieurement sont rares.
La raison pour devenir eunuque semble être unique pour chaque individu, comme l'explique le Parisien Sporus Meijs dans une interview à une journaliste anglaise. 

### Pathologie
La relation pathologique au corps caractérisée par le désir d’être un eunuque est appelée le syndrome skoptique, nom formé d'après la secte russe des skoptzy et codée dans le DSM-IV à la section 302.6. Il est considéré comme une paraphilie.

## Légendes
Suivant le Dictionnaire de la mauvaise information de Tom Burnham, les eunuques ne pouvaient pas avoir de coït avec les femmes du harem qu’ils surveillaient. Cependant, si la castration intervient après la puberté, ce qui était le plus fréquent pour les serviteurs, il peut y avoir érection et donc coït mais il ne pourra pas y avoir de fécondation. Toujours selon Burnham, de nombreuses  femmes préfèrent avoir ces eunuques comme amants car ils n’éjaculent pas et peuvent tenir l’érection plus longtemps.
Ne pouvant procréer, ils sont acceptés par les empereurs dans leur présence, le plaisir des femmes étant admis contrairement à l'éventualité d'un bâtard.[réf. souhaitée]

## Eunuques chinois célèbres
- Shu Diao, eunuque intrigant qui fut responsable de la guerre civile de succession dans l’état féodal de Qi ;
- Cai Lun (v. 50-v. 121), considéré par convention comme l’inventeur du papier en 105 ;
- Zhao Gao, ancien précepteur et ministre de Qin Er Shi (mort en -207) ;
- Zhang Rang, tête de l’infâme « 10 Changshi » de la dynastie des Han de l’Est ;
- Huang Hao, qui apparaît dans le roman Les Trois Royaumes ;
- Li Fuguo, homme de confiance et ami loyal de l'empereur Tang Xuanzong des Tang ;
- Ou We Mapine, surveillant de l’armée ;
- Tong Guan, de la dynastie Song, qui apparaît aussi dans le roman Au bord de l'eau ;
- Zheng He (1371-1435), explorateur ;
- Wang Zhen (en), premier Ming[Quoi ?] (voir bataille de la forteresse de Tumu) ;
- Liu Jin, un autre despote célèbre ;
- Wei Zhongxian, l’eunuque à la pire réputation de l’histoire chinoise ;
- An Dehai, eunuque corrompu de la dynastie Qing, favori de l’impératrice veuve Cixi ;
- Li Lianying, un autre despote de la dynastie Qing ;
- Sun Yaoting, dernier eunuque vivant de la dynastie Qing, décédé le 17 décembre 1996, dans sa 94e année.
- Sima Qian, historien chinois, le premier à avoir tenté de décrire l'histoire de la Chine depuis sa création. Tous les historiens impériaux chinois se sont par la suite inspirés de son œuvre, le Shiji (史記 / 史记, Shǐjì).